# Río Cachiyacu Lupuna
Der Río Cachiyacu Lupuna ist ein 25 km langer rechter Nebenfluss des Río Huallaga in der Provinz Tocache in der Region San Martín in Zentral-Peru.

## Flusslauf
Der Río Cachiyacu Lupuna entspringt in einem Höhenkamm östlich des Río Huallaga auf einer Höhe von etwa 1350 m. Das Quellgebiet liegt an der Wasserscheide zum weiter nördlich gelegenen Einzugsgebiet des Río Chupichotal. Der Río Cachiyacu Lupuna fließt anfangs 5 km nach Süden. Anschließend wendet er sich in Richtung Südsüdwest. 7 Kilometer oberhalb der Mündung erreicht der Fluss das breite, flache Flusstal des Río Huallaga. Die Nationalstraße 5N (Tocache–Tingo María) kreuzt an dieser Stelle den Fluss. Auf seinen letzten Kilometern wird der Fluss von Ölpalmenplantagen gesäumt. Der Río Cachiyacu Lupuna mündet 10,5 km südöstlich der Provinzhauptstadt Tocache auf einer Höhe von etwa 487 m in den Río Huallaga. Der Fluss bildet auf seiner gesamten Fließstrecke die Grenze zwischen den Distrikten Tocache im Nordwesten und Uchiza im Südosten. 

## Einzugsgebiet
Der Río Cachiyacu Lupuna entwässert ein Areal von ungefähr 105 km². Das Einzugsgebiet grenzt im Westen an das des Río Mantencion, der wenige Meter unterhalb des Río Cachiyacu Lupuna in den Río Huallaga mündet. Im Norden grenzt das Einzugsgebiet des Río Cachiyacu Lupuna an das der Quebrada San Agustin, im Nordosten an das des Río Chupichotal sowie im Osten an das der Quebrada Cachiyacu Santa Ana.